# كالبورنيا (زوجة قيصر)
كانت كالبورنيا الزوجة الثالثة والأخيرة لـيوليوس قيصر. ولدت عام 75 قبل الميلاد، وكانت ابنة لوسيوس كالبورنيوس بيسو كايسونينوس القنصل في عام 58 قبل الميلاد، وشقيقة لوسيوس كالبورنيوس بيسو، القنصل في 15 قبل الميلاد.

## الزواج ومصرع قيصر
تزوجت كالبورنيا قيصر في أواخر عام 59 قبل الميلاد. وتصفها المصادر المعاصرة بأنها امرأة متواضعة، وغالبا ما تكون خجولة. ولم تنجب أي طفل من قيصر. كانت جوليا ابنة قيصر أكبر من زوجة أبيها، وتزوجت بومبيوس الكبير في نفس الوقت تقريبا. بعد اغتيال قيصر في عام 44 قبل الميلاد، سَلمت كالبورنيا جميع أوراق سيزار الشخصية، بما في ذلك ممتلكاته وملاحظاته للقنصل ماركوس أنطونيوس، أحد حلفاء قيصر الأكثر ثقة. ومن بعد وفاته لم تتزوج أبدا.
وفقا لتقاليد ذكرت في بعض المصادر القديمة، كان عند كالبورنيا شعور بأن زوجها سيقتل وسعت دون جدوى لتحذيره. لم تدرك أن بريتور دسيموس جونيوس بروتوس ألبينوس كان أحد المتآمرين ضد زوجها، وطلبت منه أن يرسل كلمة إلى مجلس الشيوخ بأن قيصر مريض وغير قادر على الحضور. ومع ذلك، رفض قيصر هذه الخطة، ورافقه بروتوس في أيدي أعدائه.

## كالبورنيا في الأدب والثقافة الشعبية

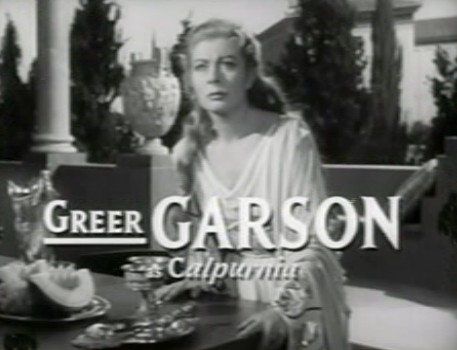
غرير غارسون في دور كالبورنيا.

- في رواية شكسبير عن يوليوس قيصر، كالبورنيا لديها حلم بأن يكون تمثال قيصر متدفق بالدم وكأن العديد من الرومان يغسلون أيديهم في الدم. كما ترى في حلمها أن يوليوس قيصر يموت في ذراعيها.
- تم تصوير كالبورنيا من قبل جيرترود مايكل في فيلم كليوباترا (1934)، غرير غارسون في عام 1953 من رواية شكسبير «يوليوس قيصر»، غوين واتفورد في كليوباترا (1963)، جوان سيمز في الاستمرار في كليو (1964)، جيل بينيت في عام 1970 وفاليريا غولينو في مسلسل عام 2002.
- ظهرت كالبورنيا تحل جريمة قتل في ضباب من النبوءات (2002) - جزء من سلسلة روما الفرعية روزا التي كتبها ستيفن سايلور. حيث تحصل على غورديانوس الباحث للبحث في تهديد زوجها في كتاب لاحق في هذه السلسلة، انتصار قيصر (2008). وهي تُصور على أنها امرأة ذكية وكفء مكرسة تماما لمصالح زوجها، ولكن مع سحر ما يوجد محاولة تنبؤ للمستقبل.
- تم تصوير كالبورنيا من قبل هايدن جوين في سلسلة مسلسلات إتش بي أو روما. وقد وصفت بأنها فخورة وتقليدية، وكان لها رؤية في وفاة قيصر.
- صورت كالبورنيا من قبل سيلفيا لينك في المشهد كوميدي لــواين وشوستر «يوليوس قيصر».[5]
- في الصورة المتحركة لـ«عائلة أدامز»، هناك صورة لكالبورنيا على جدار منزل آدامز.